# Аквариум (филм, 1895)
Вижте пояснителната страница за други значения на Аквариум.
„Аквариум“ (на френски: Aquarium) е френски късометражен ням филм от 1895 година, заснет от режисьора Луи Люмиер.

## Сюжет
Жаби, змиорки и половин дузина големи риби са събрани в огромен аквариум. Всеки един индивид прекарва времето си, стремейки се да се държи настрани от останалите обитатели на аквариума, но без особен успех.